# Serie A 1960-1961 (pallacanestro femminile)
Il campionato di pallacanestro femminile 1960-1961 è stato il trentesimo organizzato in Italia.
La formula della massima serie subisce un profondo cambiamento. Le partecipanti passano da 10 a 26, divise in quattro gironi da 7, 7, 7 e 5 squadre. Le prime due di ogni girone vengono ammesse ai quarti di finale e le vincenti al girone finale. L'Udinese vince il suo terzo scudetto consecutivo, prevalendo nella finale contro Fiat Torino, Standa Milano e Fontana Bologna.

## Eliminatorie

### Girone A
|  |    | Classifica finale 1960-1961 | Pt | G  | V  | P  | PtF | PtS |
|  | -- | --------------------------- | -- | -- | -- | -- | --- | --- |
|  | 1. | Standa Milano               | 23 | 12 | 11 | 1  | 870 | 412 |
|  | 2. | L'Oreal Torino              | 23 | 12 | 11 | 1  | 720 | 415 |
|  | 3. | Electrolux Milano           | 20 | 12 | 8  | 4  | 664 | 497 |
|  | 4. | Onda Pavia                  | 18 | 12 | 6  | 6  | 633 | 594 |
|  | 5. | Lanco Torino                | 16 | 12 | 4  | 8  | 451 | 629 |
|  | 6. | Cestistica Savonese         | 14 | 12 | 2  | 10 | 360 | 736 |
|  | 7. | Salus et Virtus Piacenza    | 12 | 12 | 0  | 12 | 296 | 664 |

### Girone B
|  |    | Classifica finale 1960-1961 | Pt | G  | V  | P  | PtF | PtS |
|  | -- | --------------------------- | -- | -- | -- | -- | --- | --- |
|  | 1. | Fiat Torino                 | 24 | 12 | 12 | 0  | 741 | 350 |
|  | 2. | Ultravox Bologna            | 21 | 12 | 9  | 3  | 616 | 463 |
|  | 3. | Ozo CUS Milano              | 20 | 12 | 8  | 4  | 559 | 524 |
|  | 4. | Europhon Mantova            | 19 | 12 | 7  | 5  | 506 | 500 |
|  | 5. | Bustese Tovaglieri          | 14 | 12 | 4  | 8  | 497 | 650 |
|  | 6. | Pejo Brescia                | 14 | 12 | 2  | 10 | 423 | 598 |
|  | 7. | Michelin Trento             | 12 | 12 | 0  | 12 | 382 | 621 |

### Girone C
|  |    | Classifica finale 1960-1961  | Pt | G  | V  | P  | PtF | PtS |
|  | -- | ---------------------------- | -- | -- | -- | -- | --- | --- |
|  | 1. | A.P. Udinese                 | 23 | 12 | 11 | 1  | 891 | 349 |
|  | 2. | Ginnastica Triestina         | 22 | 12 | 10 | 2  | 610 | 510 |
|  | 3. | Portorico Vicenza            | 18 | 12 | 6  | 6  | 476 | 595 |
|  | 4. | Cestistica Venezia           | 17 | 12 | 5  | 7  | 478 | 604 |
|  | 5. | Julia Trieste                | 16 | 12 | 4  | 8  | 524 | 606 |
|  | 6. | Hausbrandt Trieste           | 16 | 12 | 4  | 8  | 432 | 562 |
|  | 7. | C.M.M. Nazario Sauro Trieste | 14 | 12 | 2  | 10 | 443 | 628 |

### Girone D
|  |    | Classifica finale 1960-1961 | Pt | G | V | P | PtF | PtS |
|  | -- | --------------------------- | -- | - | - | - | --- | --- |
|  | 1. | Fontana Bologna             | 16 | 8 | 8 | 0 | 343 | 246 |
|  | 2. | Omsa Faenza                 | 12 | 8 | 4 | 4 | 331 | 335 |
|  | 3. | Cestistica Montecatini      | 12 | 8 | 4 | 4 | 312 | 293 |
|  | 4. | CUS Roma                    | 12 | 8 | 4 | 4 | 350 | 303 |
|  | 5. | S.S. Napoli                 | 8  | 8 | 0 | 8 | 240 | 399 |

#### Spareggi per la qualificazione
Le gare si sono disputate a Perugia.
- Cestistica Montecatini-Omsa Faenza 49-47
- Omsa Faenza-CUS Roma 62-49
- CUS Roma batte Cestistica Montecatini

Omsa Faenza qualificata per i quarti di finale, per migliore differenza canestri.

## Quarti di finale
- Standa Milano-Ginnastica Triestina 52-41; 52-48
- Fiat Torino-Autonomi L'Oreal Torino 47-23; 41-32
- Fontana Bologna-Ultravox Bologna 43-28; 34-25
- Omsa Faenza-A.P. Udinese 35-64; 39-73

## Girone finale

### Classifica
|  |    | Classifica finale 1960-1961 | Pt | G | V | P | PtF | PtS |
|  | -- | --------------------------- | -- | - | - | - | --- | --- |
|  | 1. | A.P. Udinese                | 16 | 6 | 6 | 0 | 372 | 204 |
|  | 2. | Fiat Torino                 | 9  | 6 | 3 | 3 | 269 | 276 |
|  | 3. | Standa Milano               | 8  | 6 | 2 | 4 | 259 | 326 |
|  | 4. | Fontana Bologna             | 7  | 6 | 1 | 5 | 213 | 307 |

### Risultati
| Prima giornata |                 |       |
| -              |                 | -     |
| 38-52          | Bologna-Udinese | 34-63 |
| 61-45          | Milano-Torino   | 38-60 |

| Seconda giornata |                |       |
| -                |                | -     |
| 53-33            | Torino-Bologna | 40-27 |
| 76-28            | Udinese-Milano | 64-33 |

| Terza giornata |                |       |
| -              |                | -     |
| 62-29          | Udinese-Torino | 55-42 |
| 39-59          | Bologna-Milano | 42-40 |

## Verdetti
- A.P. Udinese campione d'Italia 1960-1961 (Licia Bradamante, Cestari, De Santis, Marisa Geroni, Lunazzi, Nidia Pausich, Penso, Rigo, Franca Vendrame, S. Vendrame).
- Pallacanestro Savonese, Salus et Virtus Piacenza (poi ripescata), Michelin Trento, Pejo Brescia (poi ripescata), Hausbrandt Trieste e C.M.M. Trieste (poi ripescata) retrocedono. Electrolux Milano e Julia Trieste rinunciano all'iscrizione.